# Franciscus Jacobus Joannes Cremers
Franciscus Jacobus Joannes Cremers (Groningen, gedoopt 2 september 1779 - Zwolle, 30 juli 1845) was een Nederlandse burgemeester.

## Leven en werk
Cremers, lid van de katholieke familie Cremers, was een zoon van Jacobus Johannes Cremers en Anna Maria Lucia Heerkens en broer van Eppo Cremers (1766-1815). Hij studeerde rechten aan de universiteit van Groningen en promoveerde aldaar in 1802. Cremers werd in 1819 benoemd tot burgemeester van Groningen. In die tijd had deze stad nog vier burgemeesters. Per Koninklijk Besluit van 5 januari 1824 nr. 46 kreeg Groningen één burgemeester. Na de benoeming in 1824 van Van Iddekinge tot burgemeester werden de drie zittende burgemeesters, waaronder Cremers, wethouders van de stad. Cremers was van 1816 tot 1845 lid van Provinciale Staten van Groningen. Cremers was ridder in de Orde van de Nederlandse Leeuw.
Cremers trouwde in 1805 met Reinera Anna Maria Draper, dochter van Georgius Ignatius Matthaeus Draper en Catharina Maria Arnoldina Helmich. Hun zoon Jacobus Johannes Cremers (1806-1882) was lid van de Eerste Kamer en hun zoon Eppo Cremers (1823-1896) was minister van Buitenlandse Zaken en lid en voorzitter van de Tweede Kamer
- International Standard Name Identifier: 0000 0003 9589 0845
- Nederlandse Thesaurus van Auteursnamen: 073636843
- Virtual International Authority File: 290739767
- WorldCat: E39PBJbGTYPg6R46kpXJdjmjmd